# Nesserland

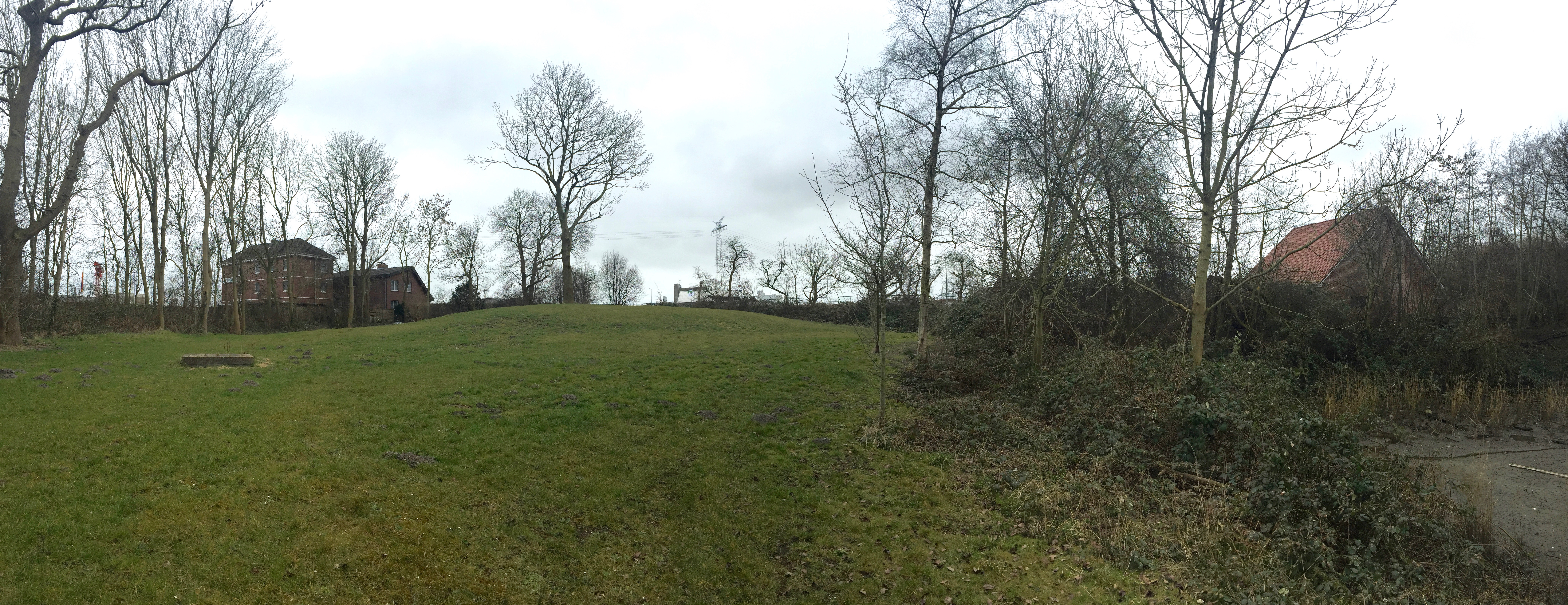
Die Kirchwarft von Nesserland im Jahr 2016

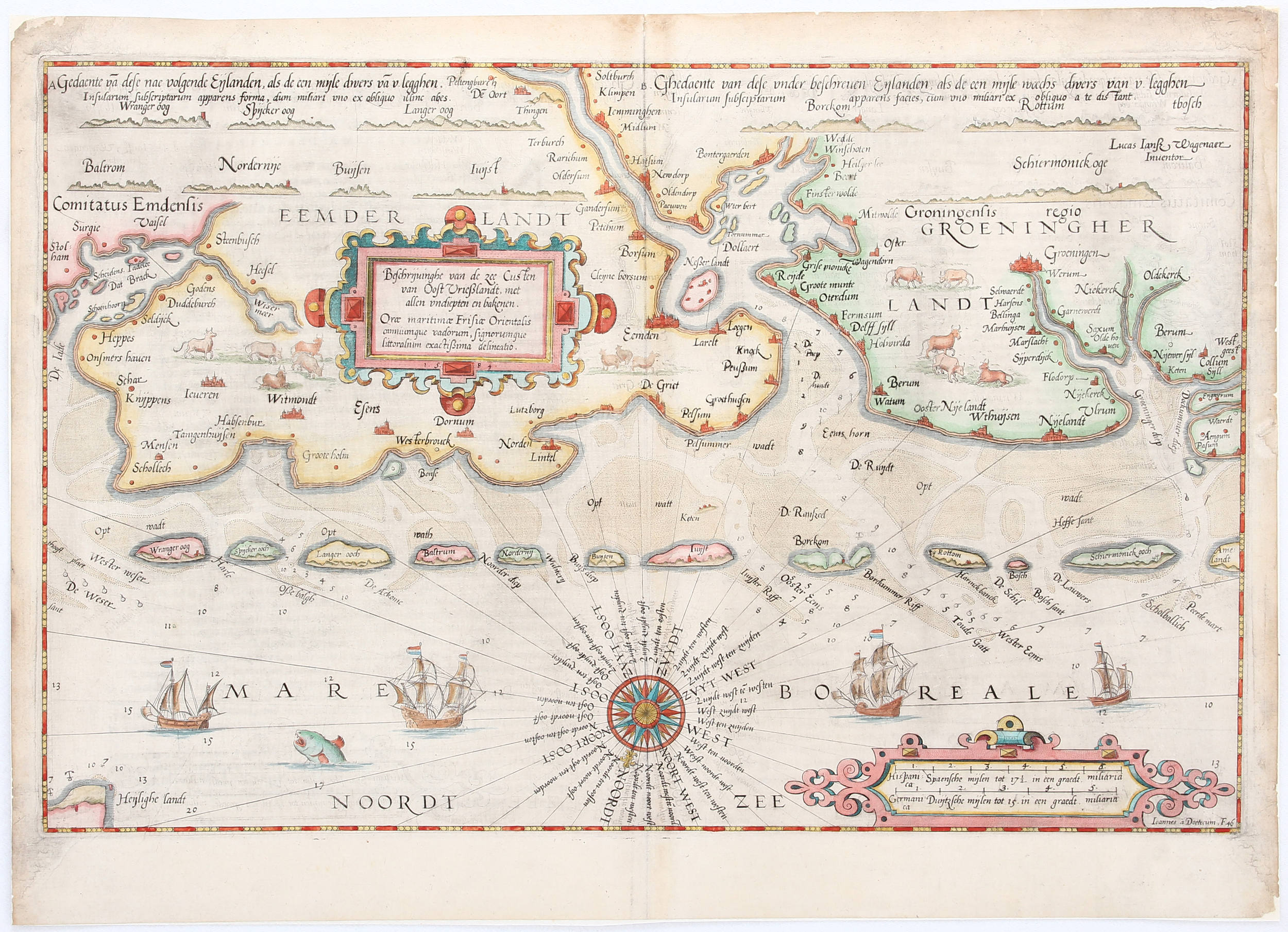
Gesüdete Karte von Ostfriesland (1584) von Waghenaer, mit Neßerlandt als Insel im Dollaert vor Eemden

Nesserland ist eine ehemalige Halbinsel und Insel, die durch Eindeichungen ein Teil der Stadt Emden und des Hafens wurde. Sie liegt im Stadtteil Port Arthur/Transvaal.

## Geschichte
Bis zum Beginn des 16. Jahrhunderts gehörte das Gebiet als in der Ems gelegene Halbinsel Nesse zur historischen Region Rheiderland. Südlich der Kirche stand ein Steinhaus; ein dort residierendes Häuptlingsgeschlecht ist nicht bekannt, aber vorauszusetzen. Soldaten der Stadt Hamburg eroberten die Burg im Jahr 1437 während einer Strafexpedition gegen die Ostfriesischen Häuptlinge wegen deren Unterstützung der Piraterie und ließen sie anschließend zerstören. Ihr Baumaterial ließen die Hamburger zur Verstärkung der Verteidigungsanlagen der Stadt nach Emden schaffen. 1921 ist man bei Bauarbeiten auf die Fundamente des Baus gestoßen.
Im Jahr 1509 wurde die Halbinsel durch die Zweite Cosmas- und Damianflut abgetrennt. Nesserland war fortan eine der Hafenstadt Emden vorgelagerte Insel, die zu Beginn des 17. Jahrhunderts etwa 200 Hektar groß war. Im Süden der Insel lag das aus etwa einem Dutzend Häusern und einem Pastorat bestehende Dorf Nesse.  Dort standen 1834 noch sieben Häuser, 1855 waren es nur noch drei.
Nach dem gescheiterten Versuch, mit dem Nesserlander Höft die Landverbindung nach Süden wiederherzustellen, verschmolz Nesserland im 19. Jahrhundert durch die Verlandung des Altarmes der Ems und Eindeichungen mit der Stadt Emden. Heute liegt Nesserland im Stadtteil Port Arthur/Transvaal und ist Teil des Emder Außenhafens.

## Kirche, Friedhof und Steinhaus
In Nesse gab es eine 1387 urkundlich erwähnte Nicolaikapelle. Im 15. Jahrhundert errichteten die Bewohner des Ortes auf einer bis heute erhaltenen Warft eine Tuffsteinkirche mit freistehendem Glockenturm. Nach schweren Sturmflutschäden während der Februarflut 1825 musste die Kirche im Jahr 1827 abgerissen werden. Erhalten blieb der ehemalige Friedhof, der fortan als Friedhof der Heimatlosen diente, auf dem die Leichname von an der Küste angespülten Opfern von Strandungen und Schiffsuntergängen sowie andere Ertrunkene christlich bestattet wurden. 1958 fand auf dem Areal die letzte Beerdigung statt. Der Friedhof verwilderte anschließend, ehe er im Jahre 2009 für 45.000 Euro saniert und mit einer Hinweistafel versehen wurde.
Südlich der Kirche stand ein Steinhaus, das als Villa Ness bekannt war. Dieses eroberten hamburgische Truppen im Jahre 1437 während einer Strafexpedition gegen die Unterstützung der Piraterie durch die Ostfriesischen Häuptlinge und ließen es anschließend zerstören. Daraus gewonnene Baumaterialien wie etwa die Steine ließen die Hamburger zur Verstärkung der Verteidigungsanlagen der Stadt nach Emden schaffen. Im Jahr 1921 stießen Arbeiter bei der Entnahme von Klei für den Seedeich Emden-Knock auf die Fundamente des Baus. Eine archäologische Nachuntersuchung ergab, dass das Gebäude auf vier backsteinernen Pfeilern gegründet war und damit große Ähnlichkeiten mit Steinhäusern im niederländischen Teil des Rheiderlandes hat.